# Estadio de sóftbol olímpico Hellinikon
El Estadio de sóftbol olímpico Hellinikon es un estadio de sóftbol ubicado en el Complejo Olímpico Hellinikon en Grecia. Fue sede de las competiciones de sóftbol en los Juegos Olímpicos de 2004 en Atenas. El lugar consta de un campo principal de sóftbol de 4800 asientos —aunque solo 3400 asientos estuvieron a disposición del público durante los juegos— y 2 campos de calentamiento cercanos. La construcción de la instalación se completó el 29 de febrero de 2004, y fue inaugurado oficialmente el 30 de julio de 2004.
El sóftbol sin embargo, no se ha jugado en el estadio desde el final de los Juegos Olímpicos de 2004 y el estadio cayó en desuso. 